# 風と雲と雨
『風と雲と雨』（かぜとくもとあめ 原題：바람과 구름과 비）は韓国の歴史小説、それを原作とするテレビドラマ。

## 概要
この小説は韓国の小説家・イ・ビョンジュ（朝: 이병주、漢:李炳注）が著し、朝鮮日報で新聞掲載された後、出版された。時代設定は李氏朝鮮末期から大韓帝国樹立までを舞台にしており、江華島の名家に生まれた若者と王女と知らずに育った娘が権力と陰謀によって引き裂かれ、若者は運命を読む「観相師」として人生を切り開く内容である。

## あらすじ
李氏朝鮮末期、安東金氏が外戚として勢威を振るっていた哲宗の治政、後に大院君となるイ・ハウンが野心を胸に秘めながら流浪乞食のように過ごしていたとき、チェ・チョンジュンは新しい国を担う次世代の子供が必要と感じる。18歳のとき山水道人を師と仰ぎ、10年間観相術と占術を学ぶ。その後、俗世に戻ったチェ・チョンジュンは、国勢が衰えていることを明察し、理想の国を作るための計画を実行していく。そんなチェ・チョンジュンの下に、数奇な事情をもったさまざまな人物が集まってくる。

## 登場人物
- チェ・ジョンジュン
- ファン・ボンリョン
- イ・ハウン
- ヨラン
- チョン氏
- ユ・マンソク
- ク・チョルリョン
- チェ・パリョン

## テレビドラマ
この作品は2回テレビドラマ化され、初回は1989年、KBSで放送され､2回目は2020年、TV朝鮮で放送された。

### 1989年版
KBS 2TVで1989年10月9日から1990年3月27日まで放映された。

#### キャスト
- チェ・チョンジュン : シン・イルリョン
- ホウィ : ノ・ヨングク
- ファン・ボンリョン : キム・チョン
- 黄玹 : アン・スンフン
- 興宣大院君 : キム・フンギ
- ヨフンテプイン・ミンシ : パク・ジョンジャ

### 2020年版
『風と雲と雨』（原題:바람과 구름과 비、英題:Kingmaker: The Change of Destiny）は、2020年5月17日から2020年7月26日にTV朝鮮で放送された。パク・シフが『王女の男』（2011年 KBS）以来の時代劇主演となった。日本での放送は同年8月、KNTVで初放送された。

#### キャスト
括弧内は日本語吹き替え版声優。
主要人物
- チェ・チョンジュン：パク・シフ（中川慶一）

観相師。名家の出身だが、キム氏の謀略で家門が没落。四柱推命を学ぶ。
- イ・ポンリョン：コ・ソンヒ（杉山里穂）

哲宗の庶子。霊能力を持つ。
- 興宣大院君／イ・ハウン：チョン・グァンリョル（関口雄吾）

王族。息子を王にしようと奮闘する。
- チェ・インギュ：ソンヒョク（朝鮮語版、英語版）（野坂尚也）

両班出身。チョンジュンと親友だったが、のちに対立。
キム氏
- キム・ビョンウン（朝鮮語版）：キム・スンス（露崎亘）

ボンリョンを利用して、権力を維持しようとする。
- キム・ジャグン：チャ・グァンス（朝鮮語版）

キム氏一族の主。権力のために哲宗を操る。
- キム・ビョンハク（朝鮮語版）

キム・ジャグンの実子でビョンウンの義理の弟。
- ナハプ：ユン・アジュン

キム・ジャグンの愛妾。
王族
- 哲宗：チョン・ウク

朝鮮第25代王。キム氏に政権を握られている。
- チョ大妃：キム・ボヨン（朝鮮語版、英語版）

先王・憲宗の母。哲宗を陰で見守る。
- イ・ジェファン：パク・サンフン（朝鮮語版、英語版）

イ・ハウンの子。のちの朝鮮第26代王・高宗。
- ミン・ジャヨン：パク・ジョンヨン（朝鮮語版、英語版）

チョンジュンに救ってもらった貧民の少女。のちの高宗の妃・明成皇后。
その他
- ダン：アン・スビン

ポンリョンの護衛。
- ヨン・チソン：イム・ヒョンス

チョンジュンに忠誠を誓う護衛武士。
- 山水道人：チョ・ヨンジン

チョンジュンの師。
- ヨン・パルヨン：チョン・ボンレ

チョンジュンの協力者。
- バンダル：ワン・ビンナ

巫女。ポンリョンの生母。
- チェ・ギョン：キム・ミョンス

役人。チョンジュンの亡父。

#### スタッフ
- 演出：ユン・サンホ
- 脚本：パク・ジヨン

#### 派生商品
DVD SET
- 風と雲と雨 Kingmaker DVD SET1 - SET3[5]

1. DVD SET1 (2020年10月6日、NBCユニバーサル・エンターテイメント)
2. DVD SET2 (2020年11月3日、NBCユニバーサル・エンターテイメント)
3. DVD SET3 (2020年12月3日、NBCユニバーサル・エンターテイメント)

オリジナルサウンドトラック
- 風と雲と雨 Kingmaker: The Change of Destiny (2020年8月3日、WARNER MUSIC)